# Jesús Gervasio Pérez Rodríguez
Jesús Gervasio Pérez Rodríguez (ur. 19 czerwca 1936 w Tamaraceite, zm. 23 marca 2021 w Cochabambie) – hiszpański duchowny rzymskokatolicki posługujący w Boliwii, w latach 1989–2013 arcybiskup Sucre.

## Życiorys
Święcenia kapłańskie przyjął 29 czerwca 1962. 14 czerwca 1985 został prekonizowany biskupem pomocniczym Sucre ze stolicą tytularną Lilybaeum. Sakrę biskupią otrzymał 8 września 1985. 6 listopada 1989 został mianowany arcybiskupem Sucre. 2 lutego 2013 przeszedł na emeryturę.